# Santiago Morero
Santiago Morero (Murphy, 18 april 1982) is een Argentijnse voetballer.
Vanaf het seizoen 2008-2009 speelt hij in de selectie van Chievo Verona. Daarvoor speelde hij in zijn geboorteland onder andere bij Club Atlético Tigre.

## Erelijst
Deze speler heeft nog geen belangrijke prijzen gewonnen.

## Wedstrijden
| Seizoen   | Club                | Land       | Competitie                  | Wedstrijden | Doelpunten |
| --------- | ------------------- | ---------- | --------------------------- | ----------- | ---------- |
| 2003-2005 | Douglas Haig        | Argentinië | Primera División Argentinië | ?           | ?          |
| 2005-2008 | Club Atlético Tigre | Argentinië | Primera División Argentinië | ?           | ?          |
| 2008-     | Chievo Verona       | Italië     | Serie A                     | 0           | 0          |
| Totaal    |                     |            |                             | ?           | ?          |